# آزادکند، ساعتلی
آزادکند، ساعتلی (به ترکی آذربایجانی: Azadkənd) یک منطقهٔ مسکونی در جمهوری آذربایجان است که در شهرستان ساعتلی واقع شده‌است. آزادکند ۱٬۷۴۳ نفر جمعیت دارد.